# Emma De Vigne
Pour les articles homonymes, voir De Vigne.
Emma De Vigne, née le 30 janvier 1850 à Gand et morte le 3 juin 1898  à Rixensart, est une peintre belge de natures mortes, puis de portraits.

## Biographie
Emma De Vigne est née le 30 janvier 1850 à Gand. La famille était composée d'artistes : son père, Pieter, et son oncle, Félix, sont sculpteurs. Elle et ses sœurs, Louise et Malvina, sont peintres. Son frère aîné, Paul, est sculpteur,. C'est son oncle, Félix De Vigne, qui lui apprend à peindre. Elle épouse  ensuite le fils de Félix, son cousin Jules De Vigne, qui est avocat et écrivain.
Elle se fait connaître comme peintre spécialisée dans la nature morte et comme portraitiste. Elle fait partie d’un groupe de peintres femmes belges, le Cercle des femmes peintres de Bruxelles, qui a pu inspirer la constitution à Paris à la même époque d’une Union des femmes peintres et sculpteurs. Peu prisées initialement des marchands d’art qui les considèrent comme des dilettantes, ces femmes peintres réussissent à être admises dans les Salons officiels organisés par l’État belge (notamment au Salon de Bruxelles de 1881 pour Emma De Vigne), et bénéficient d’un bon accueil de leurs œuvres par la presse et parviennent à vendre à des prix honorables. Elles constituent une nouvelle génération d'artistes flamandes,.
Elle meurt le 3 juin 1898 à Gand. Les peintures d’Emma De Vigne font partie des collections du Musée des Beaux-Arts de Gand et des Musées royaux des Beaux-Arts de Belgique.